# Apotekeren i Broager
Apotekeren i Broager (også kaldet Apotekeren fra Broager) er en TV-serie lavet af TV Syd og instrueret af Esben Høilund Carlsen.
Det er en krimi med Broager Apotek som midtpunkt. 
Serien blev først vist på TV Syd i oktober 1983 og senere landsdækkende i 1985.
Efter TV Syds 25 års jubilæum, blev serien genudsendt 13. oktober 2008 og de følgende otte dage.
Som skuespillere medvirkede amatørskuespillere, der hovedsagelig kom fra Broager og omegn. Dialogen foregik på sønderjysk.
Apoteket var under konstant overvågning af Hilde Wohlgemut, spillet af Meta Nielsen fra Broager, der senere fik den ære at komme på Broager Apoteks receptkuvert.
Dansk Farmacihistorisk Fond ligger i Hillerød på Milnersvej 42.
Her kan man f.eks. se Meta Nielsens undersktift på en receptkuvert.
Apotekeren i Broager blev en lokal succes og et vendepunkt i TV Syds historie.
TV Syd var et forsøg med lokal TV under DR, senere overført til TV2.

## Ekstern kilde
- Apotekeren i Broager – Krimi på Sønderjysk Arkiveret 13. september 2011 hos  Wayback Machine
- Apotekeren i Broager på Internet Movie Database (engelsk)
- Apotekeren i Broager på Filmdatabasen
- Apotekeren i Broager på danskfilmogtv.dk

54°53′18.56″N 9°40′26.8″Ø / 54.8884889°N 9.674111°Ø